# Watersnood van 1809

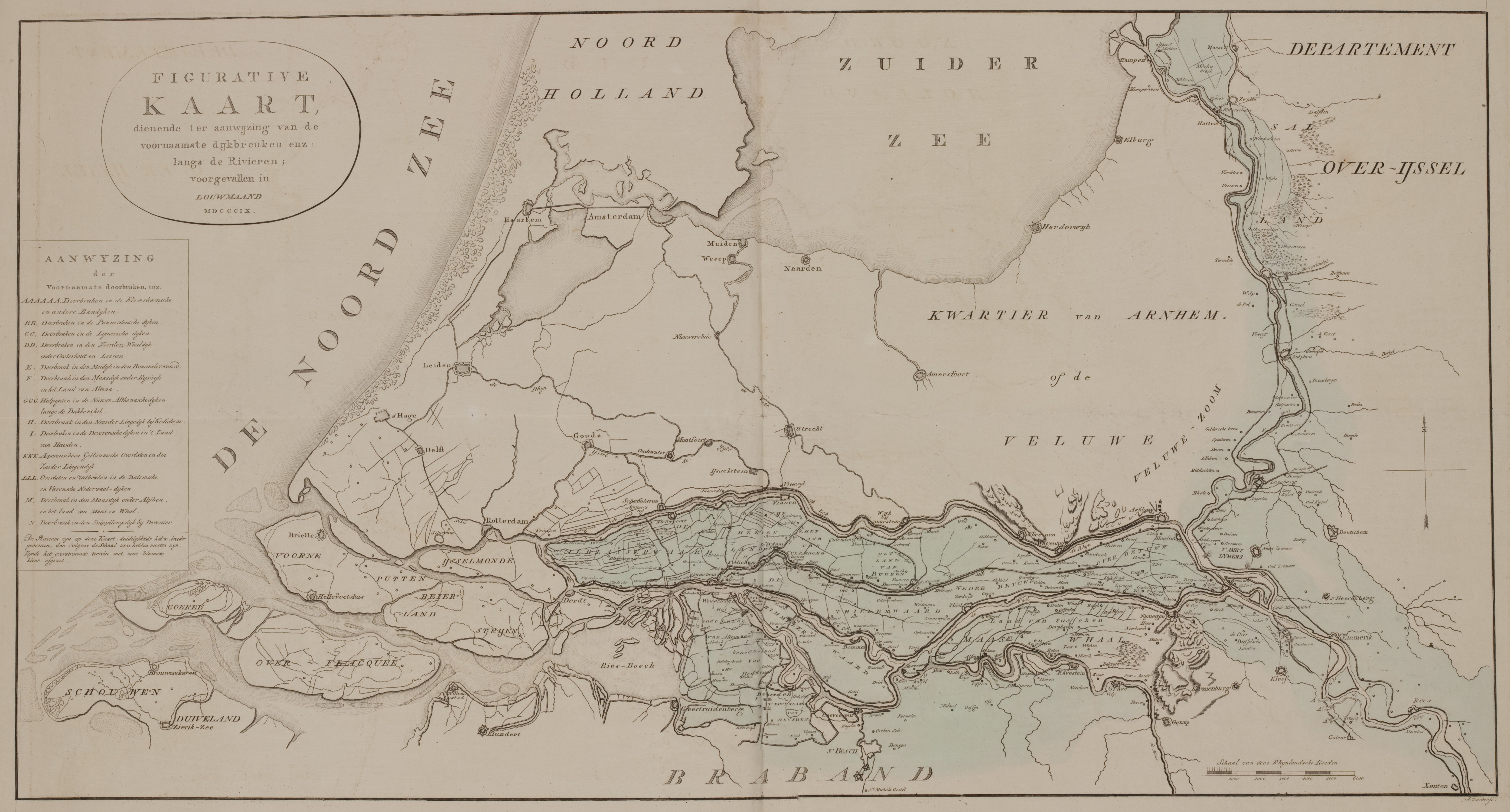
Kaart uit 1809, met in blauw aangegeven de overstroomde gebieden.

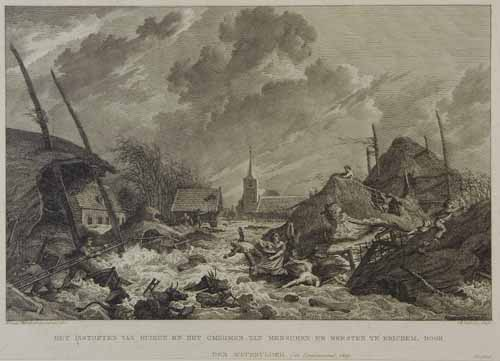
Prent uit 1809, het instorten van huizen en het omkomen van mensen en dieren in Erichem.

De watersnood van 1809 was een overstroming waarbij grote delen van Midden-Nederland in het gebied van Maas, Waal, Merwede en IJssel overstroomden. De overstroming maakte naar schatting 275 slachtoffers.

## Geschiedenis
Door een zeer strenge winter waren de killen in de Biesbosch dichtgevroren. Hierdoor ontstond de situatie dat rivierwater langs Dordrecht naar de zee werd afgevoerd. Er ontstonden grote ijsdammen waarachter het waterpeil razendsnel steeg met dijkdoorbraken als gevolg. In de vroege morgen van 13 januari 1809 ontstonden er twee doorbraken bij Loo in Oud-Zevenaar. Ten gevolge van deze doorbraken kwamen gehele streken onder water te staan, waarbij veel mensen om het leven kwamen. Grote delen langs Maas, Waal en Merwede overstroomden daardoor in januari 1809. Het is een van de grootste rampen die zich in het rivierengebied heeft voltrokken. Het water nam een grotere hoogte aan dan de watervloed van 1784. 
In het dorp Babyloniënbroek zochten de dorpsbewoners hun toevlucht in de dorpskerk tijdens de overstromingen. 59 dorpsbewoners zouden hier een maand lang hebben gezeten.

## Schade
In Meteren verdronken 12 mensen. Te Geldermalsen verdronken 17 mensen, in Neerijnen 23. De ramp was ook groot in de dorpen Beusichem, Zoelmond, Buurmalsen en Tricht. In deze vier dorpen kwamen 37 mensen om het leven. In het kleine dorp Erichem verloren 15 mensen het leven. 33 huizen werden geheel verwoest. Tuil en Haaften bleven ternauwernood gespaard. Geheel anders was de toestand te Hellouw en te Herwijnen. In deze twee plaatsen werden grote verwoestingen aangericht. Te Herwijnen verloren zeven inwoners het leven. Van de 77 huizen die Hellouw rijk was, werden er 18 geheel verwoest en circa 50 zwaar beschadigd. 
Alleen al in de Tielerwaard werden 331 huizen volledig verwoest en 573 zwaar beschadigd. Er verdronken hier 395 runderen, 303 schapen, 105 paarden en 95 varkens. In totaal kwamen er 275 mensen bij deze watersnood om het leven en waren er tussen de twee- en drieduizend paarden, runderen, varkens verdronken. Daarnaast waren er in totaal ruim duizend woningen in het rampgebied vernield.

## Hulpverlening
Evenals bij de Leidse buskruitramp in 1807 en de watervloed bij het Zeeuwse Wolphaartsdijk in 1808, bezocht Lodewijk Napoleon in 1809 ook dit rampgebied. Na zijn bezoek gelastte hij een nationale collecte en deze bracht 1 miljoen gulden op.

## Nagedachtenis
Nog in hetzelfde jaar als de watersnood kwam er een gedenkboek uit, het Geschiedkundig Verslag der Dijkbreuken en Overstroomingen, langs de rivieren in het Koningrijk Holland: voorgevallen in Louwmaand 1809. Dit boek was geschreven door de ambtenaar van Waterstaat Hendrik Ewijk, die dit boek schreef in opdracht van Lodewijk Napoleon. Cornelis van Hardenbergh vervaardigde ontwerptekeningen voor dit boek, die door Reinier Vinkeles in gravures werden omgezet.
De Nijmeegse dichteres W.C. Lochmann van Königsfeldt publiceerde in 1809 een brochure bij een Amsterdamse uitgever waarin zij in een gedicht de verwoestende kracht van het water van de watersnood beschreef:

Hoe buldrend giert de orcaan! de sterkste muuren kraaken
’t Verderf woedt in den storm! ’t Zwicht all’ wat weêrstand biedt!
Van gansche dorpen, reeds bedolven tot de daken,
Zie ’k slechts een torenspits in ’t akelig verschiet.

838 · 1014 · 1042 · 1134 · 1163 · 1164 · 1170 · 1196 · 1212 · 1214 · 1219 · 1220 · 1221 · 1248/1249 · 1277 · 1280 · 1282 · 1287 · 1288 (I) · 1288 (II) · 1322 · 1334 · 1362 · 1374 · 1375 · 1377 · 1404 · 1421 · 1424 · 1468 · 1477 · 1509 · 1514 · 1530 · 1532 · 1552 · 1566 · 1570 · 1610 · 1643 · 1651 · 1675 · 1682 · 1686 · 1703 · 1717 · 1726 · 1741 · 1775 · 1776 · 1784 · 1799 · 1808 · 1809 · 1820 · 1825 · 1855 · 1861 (I) · 1861 (II) · 1877 · 1906 · 1916 · 1926 · 1953 · 1962 · 1993 · 1995 · 2006 · 2021